# ОФК „Спартак“ (Плевен)
OФК „Спартак“ е български футболен отбор от Плевен, участник във Втора професионална футболна лига.
Клубът има 35 сезона в А футболна група, което го поставя на 11-о място във вечната класация на българските футболни клубове. Официалните клубни цветове са синьо и бяло.
Играе мачовете си на стадион „Плевен“ (Слави Алексиев) – капацитет 35 000 зрители (седящи места) и над 10 000 правостоящи, но с лиценз само за 3040.
Въпреки името и абревиатурата си, клубът не е общински. Управлява се от сдружение с нестопанска цел.

## История

### Ранни години

#### Скобелев
На 10 септември 1919 г. по идея на ученика в Свищовската търговска гимназия Драгомир Несторов двадесетина младежи се събират в двора на къщата му за да създадат футболен клуб. Сбирката завършва с подписването на учредителен протокол, с който в Плевен се ражда първият организиран клуб. Заедно с Несторов са още Владимир Недков, Васил Замфиров, Драгомир Донков, Кирил Крумов, Лазар Хайдудов, Илия Топуров, Цветан Топуров и др. Създаденият футболен клуб е наречен Скобелев. На общото събрание, свикано след дни, присъстват над 150 младежи, които постъпват в клуба. Избрано е ръководство с председател Драгомир Несторов, секретар Владимир Недков и членове Васил Замфиров и Лазар Хайдудов. Новосъздаденият клуб се обръща с молба за съдействие към Славия (София), откъдето изпращат образец на устава, правилник за футболната игра, значката и емблемата на клуба, която служи за основа на тази на Скобелев. Впоследствие са събрани и средства за първия спортен екип на отбора, закупен от Габрово – синьо-бели раирани фланелки, бели гащета и чорапи в бяло, зелено и червено. През 1920 г. е избрано постоянно ръководство, утвърдени са уставът и значката, както и ръководните документи. Лятото на същата година ще се запомни с първия официален за тогавашните разбирания мач. Скобелев побеждава с 3:1 като гост Сила (Червен бряг).

#### Белите орли
На 19 август 1931 г. в Скобелевия парк двадесетина футболни дейци учредяват футболен клуб Белите орлета, който на следващата година променя името си на Белите орли. Клубът се развива бързо и през 1941 г. получава от местната власт място за игрище, като така става първата спортна организация в града, която има собствен терен и съблекалня. По-късно на това място е изграден стадион „Спартак“, който днес носи името „Белите орли“. През 1946 г. на местно партийно ниво е взето решение клубът да бъде преименуван на Републиканец и да премине под шапката на МВР. Това име обаче не се харесва на основателите му, които на 28 декември 1947 г. свикват Общо събрание, на което преименуват клуба на Спартак.

### Обединен клуб
През 1949 г., освен Спартак, в Плевен съществуват още два футболни клуба – оформилите се след различни трансформации и сливания отбори Генерал Винаров (пряк наследник на Скобелев) и Локомотив (пряк наследник на Ботев-21 и ЖСК). Спортните ръководители в града вземат решение за тяхното обединение под името Септември. Обединителното събрание става на 13 март.
Само година по-късно обаче по подобие на структурата в СССР и в България се образуват Доброволни спортни организации (ДСО) на ведомствен принцип към съответните отраслови профсъюзи. Септември е разделен на пет Доброволни спортни организации – Спартак, Торпедо, Динамо, Строител и Червено знаме. Между тях се изиграва квалификационен турнир за едно място в А група, което е спечелено от Торпедо.

### Успехи през 50-те години
Въпреки че през 1949 г. Спартак губи квалификацията за А група, клубът бързо се утвърждава като най-силния в града и през 1951 г. печели промоция за елитното първенство. В дебютния си сезон 1952 завършва на 4-то място в А група. През следващите години Спартак е неизменно част от най-високото ниво във футбола ни и постепенно в него се вливат всички съществуващи клубове в Плевен, включително и Торпедо през 1957 г.
През същата година, под ръководството на треньора Константин Господинов, Спартак достига до финала за националната купа. Плевенчани не успяват да спечелят трофея, губейки с 1:2 от Левски (София) на 7 ноември 1957 г., но в този период разполагат с един от най-добрите състави в България. В него личат имената на футболисти като вратарят Никола Пърчанов, защитникът Пъшо Димитров, халфът Матей Върбанов.
В първенството през 1958 Спартак постига най-големия успех в историята си дотогава, печелейки бронзовите медали. Отборът завършва в крайното класиране непосредствено след грандовете ЦСКА (София) и Левски (София). След 9 поредни сезона в А група плевенчани изпадат през 1959/60, завършвайки на последното 12-о място.

### Неизменна част от А група
Спартак остава само един сезон в Б група и през 1961 г. се завръща в елита. Три години по-късно плевенчани получават правото да са първият български участник в летния европейски турнир Купа Интертото, който тогава се нарича Купа Рапан, на името на швейцарския треньор Карл Рапан, автор на идеята за създаването му. В шестте си мача Спартак записва 3 равенства в Плевен и 3 загуби на чужд терен срещу източногерманския Карл Маркс Щад (0:0 и 2:6), чехословашкия Татран (Прешов) (2:2 и 1:6) и полския Одра (Ополе) (1:1 и 0:1).
През следващите две десетилетия отборът е почти неизменна част от елитното футболно първенство, като само в три сезона участва във втория ешелон – 1965/66, както и 1976/77 и 1977/78. В този период от двайсетина години отборът е основно в средата и долната половина на А група, но въпреки това си извоюва статута на един от традиционните клубове в най-високото ниво на българския футбол. От школата на клуба излизат популярни имена като Стефко Величков, Румянчо Горанов, Тодор Барзов и Пламен Николов (Футболист № 1 на България през 1984 г.), които оставят ярка следа в българското първенство.
През 1980 г. в тима е привлечен Пламен Гетов, който през следващите години ще се превърне в една от най-големите легенди на клуба. С негова помощ (бележи 11 гола в дебютния си сезон) Спартак завършва на 5-о място през 1980/81. През лятото на 1981 г. отборът за втори път в своята история участва в Интертото, като постига две победи и четири загуби срещу Вердер (Бремен) (2:3 и 0:1), шведския Малмьо (2:0 и 1:3) и швейцарския ФК Цюрих (4:1 и 0:3). В този период от школата на клуба изгрява талантът и на Лъчезар Танев. Петото място в крайното класиране в първенството е повторено като постижение и през сезон 1982/83, но след края на шампионата плевенчани са извадени от А група заради опит за уреждане на резултата от среща с Черно море (Варна).
Въпреки това, на Спартак му е нужна само една година за завръщане и през 1984 г. отново е сред най-добрите отбори в България, където се задържа до 1988 г. В този период като наставници в отбора работят популярни имена като Георги Василев – Гочето, Иван Вуцов и Динко Дерменджиев. Под ръководството на Вуцов през сезон 1986/87 плевенчани се класират на финал за Купата на Съветската армия, който е загубен с 2:3 от Левски. Под ръководството на Дерменджиев идва изпадането в Б група през 1987/88.

### Трудности през 90-те години
С настъпването на демократичните промени в България за Спартак идват трудни времена, в които отборът неуспешно опитва да се завърне в А група. Плевенчани участват във втория ешелон в 8 поредни години и едва през 1996 г. печелят промоция за елита. Задържат се там обаче само два сезона, след което отново се озовават в Б група.
През 2000 г. за старши треньор е назначен Велислав Вуцов, под чието ръководство Спартак се справя без проблем с конкуренцията във втория ешелон през сезон 2000/01, а нападателят на тима Тодор Колев помага за промоцията с 45 гола по време на кампанията. Последното участие на клуба в най-високото ниво на футбола ни е през сезон 2001/02, в който обаче плевенчани, като новак в елита, не успяват да се задържат.

### Задълбочаване на кризата
През 2009 г. „Спартак“ един от деветте отбора в България, които никога не са изпадали в аматьорските футболни групи. Озовава се в тях, след като е застигнат от фалит. В началото на 2010 г. клубът е възстановен и започва от А окръжна група. През 2011 година Спартак достига 1/8 финал за Купата на България срещу ЦСКА (София). Мачът се играе на 3 декември, като Спартак губи с 0:3, но поставя рекорд за най-посетен мач в България през годината, събирайки близо 18 000 души. На 20 май 2012 се играе двубой, определящ първенеца в Северозападната В група между Спартак и Локомотив (Мездра). Плевенчани отново поставят рекорд за най-посетен мач, този път за сезона във В група – 7000. Двубоят е съпътстван от ексцесии по трибуните, а при резултат 2:0 за Спартак, гостите опитват да прекратят мача с опити да си вкарат автоголове. Старши треньорът на Спартак Красимир Бислимов дава указания на играчите си да не позволяват на съперника да си отбелязва автоголове, и нападателите на Спартак начело със Станислав Краев правят всичко възможно да им попречат. В крайна сметка Спартак печели с 5:0 и се завръща в професионалния футбол. Голмайстор за сезона става Кунчо Кунчев с 16 попадения във В група. През същия сезон Спартак разбива в приятелски мачове и двата отбора, които се борят до последния кръг за шампионската титла – Лудогорец и ЦСКА. Първата жертва е кандидат-шампионът Лудогорец. Проектът на новите милионери във футбола Домусчиеви е победен с 3:1 малко след началото на сезона в контрола играна на закрити врати в Дряново. Загубата не се харесва на собствениците, но опитите да бъде пазена в тайна пропадат и след няколко дни сайтовете нашумяват. Следва разгром и над другия кандидат-шампион ЦСКА с 0:3 насред София с хеттрик на Станислав Краев. Президент на клуба става Иван Динов, който идва с обещания за връщане в А група, нов стадион, клубен автобус и т.н. Спартак е в борбата за първото място, като през есенния полусезон дори е първи в Б група. Иван Динов обаче замесва клуба в редица скандали и след края на сезона Спартак е обявен в несъстоятелност.
На 22 юли 2013 г. се създава общински футболен клуб – Спартак Плевен (Плевен), в който на 15 август се влива другият клуб в града – Сторгозия. Клубът заема извоюваното от Сторгозия място в Северозападната В група и по традиция започва да налага футболисти от школата. Любомир Тодоров вкарва 27 гола. През следващия сезон в „Спартак“ се завръщат някои от футболистите, пръснати в други отбори, и клубът безпроблемно се завръща в Б група. Голмайстор за сезона става Стефан Христов с 29 гола, следван от Любомир Тодоров и Васил Шопов с по 14 в първенството. Сезон 2015/2016 започва добре за „Спартак“ и отбора е сред лидерите в Б група. За купата се пада с елитния Славия (София) още на 1/16 финалите, но ги отстранява с 2:1. На 1/8 финал жребият отново изправя „Спартак“ срещу ЦСКА (София), от когото губи с 0:2. На полусезона въпреки негодуванието на феновете за спонсор е доведен Иван Динов, който афишира огромни амбиции за връщане в Първа лига и модернизиране на базите на клуба, но отборът губи доста точки през пролетта. През следващия сезон Спартак изпада за първи път в историята си от професионалния футбол по спортни причини. През следващия сезон събира собствени футболисти и отборът тренира в София на базата на националния отбор в Бояна, а единствено официалните мачове играе в Плевен. Отборът записва най-лошото си класиране, завършвайки на 8-о място в Трета лига, а в края на сезона Динов и хората му напускат Плевен. В Спартак по спещност се връщат Красимир Бислимов и Петър Ванков, които събират бивши играчи на „Спартак“, играещи в други отбори.

## Наименования
- Скобелев (10 септември 1919)
- Белите орлета (19 август 1931 – 1932)
- Белите орли (1932 – 1946)
- Републиканец (1946 – 28 декември 1947)
- Спартак (28 декември 1947 – 13 март 1949)
- Септември (13 март 1949 – 1949)
- Спартак (1949 – 2019)

## Успехи
А група
- Бронзов медалист (1 път): 1958

Национална купа
- Финалист (1 път): 1957

Купа на Съветската армия
- Финалист (1 път): 1986/87

## Настоящ състав
Към 22 януари 2024 г.

## Клубни рекорди в А група

### Изявени футболисти
| #  | Име              | Период                   | Мачове |
| -- | ---------------- | ------------------------ | ------ |
| 1  | Пъшо Димитров    | 1952 – 1965              | 301    |
| 2  | Красимир Лазаров | 1973 – 1987              | 252    |
| 3  | Сашо Върбанов    | 1959 – 1969; 1971 – 1974 | 250    |
| 4  | Петър Боянов     | 1958 – 1972              | 235    |
| 5  | Петко Тодоров    | 1962 – 1978              | 231    |
| 6  | Павел Челестинов | 1965 – 1976              | 215    |
| 7  | Стоян Здравков   |                          | 210    |
|    | Венчо Съботинов  | 1978 – 1987              | 210    |
| 9  | Борис Новачев    | 1963 – 1974              | 207    |
| 10 | Димчо Димов      | 1968 – 1979              | 204    |

| #  | Име              | Период                   | Голове |
| -- | ---------------- | ------------------------ | ------ |
| 1  | Пламен Гетов     | 1980 – 1988; 1995 – 1998 | 108    |
| 2  | Сашо Върбанов    | 1959 – 1969; 1971 – 1974 | 75     |
| 3  | Стоян Здравков   |                          | 63     |
| 4  | Павел Челестинов | 1965 – 1976              | 55     |
| 5  | Красимир Лазаров | 1973 – 1987              | 38     |
| 6  | Благой Кръстанов | 1977 – 1986              | 26     |
| 7  | Петър Боянов     | 1958 – 1972              | 25     |
|    | Васил Минков     | 1972 – 1982              | 25     |
| 9  | Милен Горанов    | 1967 – 1971              | 24     |
| 10 | Димитър Минчев   | 1947 – 1953              | 22     |

- За всички футболисти на „Спартак“ със статия в Уикипедия вижте Категория:Футболисти на „Спартак“ (Плевен)

### Най-големите победи
- Спартак 6:1 Червено знаме (Павликени) – 15 май 1955
- Спартак 6:0 Ботев (Пловдив) – 30 юни 1963
- Спартак 6:3 Ботев (Враца) – 1968
- Спартак 5:0 Добруджа (Добрич) – 8 декември 1968
- Спартак 5:0 Янтра (Габрово) – 11 октомври 1970
- Спартак 5:0 Марек (Дупница) – 14 юни 1972
- Спартак 6:3 Етър (Велико Търново) – 7 октомври 1972
- Спартак 6:1 Миньор (Перник) – 1975
- Спартак 5:0 Черно море (Варна) – 6 октомври 1984
- Спартак 5:1 Добруджа (Добрич) – 7 септември 1997

## Треньори на клуба
| Име               | От            | До            |
| ----------------- | ------------- | ------------- |
| Атанас Цанов      | 1971          | 1974          |
| Матей Върбанов    | 1974          | 1975          |
| Александър Илиев  | 1975          | 1976          |
| Вачко Маринов     | 1977          | 1980          |
| Иван Иванов       | 1980          | 1983          |
| Георги Василев    | 1984          | 1985          |
| Стефко Величков   | 1985          | 1986          |
| Милен Горанов     | юни 1986      | октомври 1986 |
| Вачко Маринов     | октомври 1986 | декември 1986 |
| Иван Вуцов        | декември 1986 | май 1987      |
| Динко Дерменджиев | юни 1987      | юни 1988      |
| Стефко Величков   | 1988          | 1990          |
| Вачко Маринов     | 1990          | 1991          |
| Цветан Кръстев    | 1991          | 1992          |
| Пламен Николов    | 1993          | 1994          |
| Вачко Маринов     | 1995          | 1997          |
| Ботьо Ботев       | 1997          | 1998          |
| Михаил Мадански   | 1998          | 1999          |
| Благой Кръстанов  | 1999          | 2000          |

| Име                 | От            | До             |
| ------------------- | ------------- | -------------- |
| Велислав Вуцов      | юни 2000      | март 2002      |
| Ангел Станков       | март 2002     | юни 2002       |
| Димитър Соколов     | юни 2004      | май 2005       |
| Васил Даскалов      | юни 2005      | януари 2006    |
| Анатоли Кирилов     | януари 2006   | март 2007      |
| Вачко Маринов       | март 2007     | юни 2008       |
| Красимир Бислимов   | юни 2008      | март 2009      |
| Момчил Челестинов   | юли 2010      | октомври 2010  |
| Красимир Бислимов   | октомври 2010 | март 2013      |
| Стефан Колев        | март 2013     | юни 2013       |
| Бойко Цветков       | юли 2013      | октомври 2015  |
| Роберт Петров       | октомври 2015 | април 2016     |
| Диян Дончев         | април 2016    | август 2016    |
| Ферарио Спасов      | август 2016   | октомври 2016  |
| Бойко Цветков       | октомври 2016 | декември 2016  |
| Александър Георгиев | януари 2017   | май 2017       |
| Бойко Цветков       | юни 2017      | септември 2017 |
| Емил Велев          | октомври 2017 | май 2018       |
| Красимир Бислимов   | от юли 2018   | март 2023      |
| Цветомир Младенов   | март 2023     |                |

## Стадиони
Стадион „Спартак“, носещ днес името „Белите орли“
През 1929 г. е основан спортен клуб „Белите орлета“. По това време държавата отпуска безвъзмездно терени за построяване на игрища на всички клубове в страната, но повечето са били несъстоятелни и не са си направили. В Плевен кмет по това време е Лингелов и той отпуска терена на орлите. Единствените два частни клуба в България, които имат построени собствени стадиони са Белите орли и Тича (Варна).
С идването на комунизма стадиона е национализиран, а Белите орли стават Спартак към МВР. Комунистическата власт започва да строи 25 000 чисто футболен стадион около терена на орлите.
Стадионът е строен изцяло със средства, осигурени от плевенските предприятия и данъкоплатци. Димитър Георгиев, председател на дружество Спартак от 1986 г. до 1992 г., е участвал активно в изграждането му. Той разяснява, че е проектирано в източната трибуна да има хотел с 50 легла за футболисти, стационар към спортния диспансер, зали по фехтовка, по борба, по щанги и др.
През 1989 г. комунизма си отива, когато стадиона е почти готов. Документите доказват, че футболният клуб Спартак е наследник на Белите орли. Това означава, че е наследил и стадиона. Георгиев и колегите му защитават успешно тази истина в съда до 1992 г. Наследниците му в управата на Спартак по-късно губят делата. През 1994 г. съдът дава стадиона на Спортен клуб Белите орли (сдружение, основано на 20 януари 1991 г., което няма нищо общо с легендарния клуб от 1929 г.). Построените вече трибуни минават в ръцете на общината, под формата на 26% идеална част от цялото съоръжение.
През 2010 г. спонсорът на ПФК Белите орли (Плевен) Веселин Ванев се обявява сам за едноличен собственик, закрива представителния отбор, придобива само делът на общината от стадиона и започва разрушаването на спортното съоръжение. 50 тонната козирка, металните рамки на седалките, тръбите на парапетите и всичко останало заминава в контейнера за скрап, разрушени са и вторите етажи на трибуните.
Стадион „Плевен“, носещ името „Слави Алексиев“
Стадион „Плевен“ (по-известен със старото си наименование Слави Алексиев) се намира на ул. „Цар Самуил“ в Плевен. Построен през 1952 г., като главен архитект е Ники Аначков. Стадионът може да побере на 45 000 зрители – 35 000 седящи места и над 10 000 правостоящи. През силните години на тима дори те са се оказвали малко и десетки плевенчани са наблдавали мачовете от дърветата зад трибуните или са оставали извън стадиона. Стадиона е ремонтиран по-мащабно за последно на 28 юли 2012. Лицензиран е само сектор А с капацитет 3040 седящи места и ложа с капацитет 120 места.
Сектор В на стадиона е по-познат като сектор „Слънчев бряг“ заради факта, че зрителите в него винаги са пряко изложени на слънцето и температурата е по-висока от останалите сектори.

## Екипировка
| Години      | Екип     | Спонсор      |
| ----------- | -------- | ------------ |
| 1993 – 1994 | Adidas   | МИОМИТ       |
| 1995 – 1998 | Puma     | РУБИН        |
| 1999 – 2000 | Puma     | MIKO consult |
| 2001 – 2004 | ASICS    | MIKO consult |
| 2005 – 2009 | TOMY     | БЕТА         |
| 2009 – 2010 | Sportika | Няма         |
| 2011 – 2012 | JumpeR   | Няма         |
| 2012 – 2014 | Adidas   | Няма         |
| 2014 – 2015 | Sportika | Няма         |
| 2015 – 2016 | Uhlsport | МЕТАКОМ      |
| 2016        | JAKO     | Няма         |
| 2016        | JAKO     | Мтел         |
| 2017        | Adidas   | Няма         |

## Любопитно
- Първият мач на осветление на Балканите през април 1924 г. „Скобелев“ (Плевен) 3:1 „Победа“ (Плевен)
- Първият жълт картон в българското първенство е показан на Александър Ченков от Спартак през 1970 г. по време на мача „ЦСКА“ 3:3 „Спартак“ (Плевен) от пловдивския съдия Димитър Георгиев
- Първата спортна сватба на стадион в България се е провела в Плевен на 23 май 1943 г. от 17:00 на игрището на Текийски баир